# Musculus obliquus internus abdominis
Der Musculus obliquus internus abdominis (lat. für „innerer schräger Bauchmuskel“) ist einer der Bauchmuskeln und bildet die mittlere Schicht der muskulösen Bauchwand. Die Muskelfasern der fächerförmigen Muskelplatte sind größtenteils von kaudolateral (beim Menschen unten-außen, beim Tier hinten-außen) nach kraniomedial (beim Menschen oben-innen, beim Tier vorne-innen) gerichtet und kreuzen sich mit denen des Musculus obliquus externus abdominis in einem Winkel von 90°. Seine breite Sehnenplatte (Aponeurose) bildet zusammen mit denen des Musculus obliquus externus abdominis und des Musculus transversus abdominis die Linea alba. Eine Abspaltung des Muskels bildet beim Mann den Hodenheber (Musculus cremaster).
In der Schicht zwischen Musculus obliquus internus abdominis und dem Musculus transversus abdominis verlaufen die Leitungsbahnen der Bauchwand.
Der Musculus obliquus internus abdominis beugt den Rumpf, presst den Bauch zusammen und ist beteiligt an der Ausatmung (Exspiration).